# ویل سیمپسون
ویل سیمپسون (انگلیسی: Will Simpson؛ زادهٔ ۹ ژوئن ۱۹۵۹) سوارکار اهل ایالات متحده آمریکا بود.